# Палац барона Емпена
Палац барона Емпе́на (араб. قصر البارون إمبان , «Каср-ель-Барон»), також знаний як Індуїстський палац (фр. Le Palais Hindou) — приватний палац в індуїстському стилі, розташований у Геліополісі, передмісті на північному сході центральної частини Каїру, Єгипет.
Палац був споруджений на замовлення бельгійського інженера й промисловця Едуара Емпена, який заснував квартал Геліополіс у Каїрі.

## Архітектура
Палац спроєктував архітектор Александр Марсель, який народився в Бельгії. Оздоблення палацу здійснив Жорж-Луї Клод. Палац був споруджений із залізобетону в 1907—1911 роках в стилі індуїстських храмів Південної Індії.

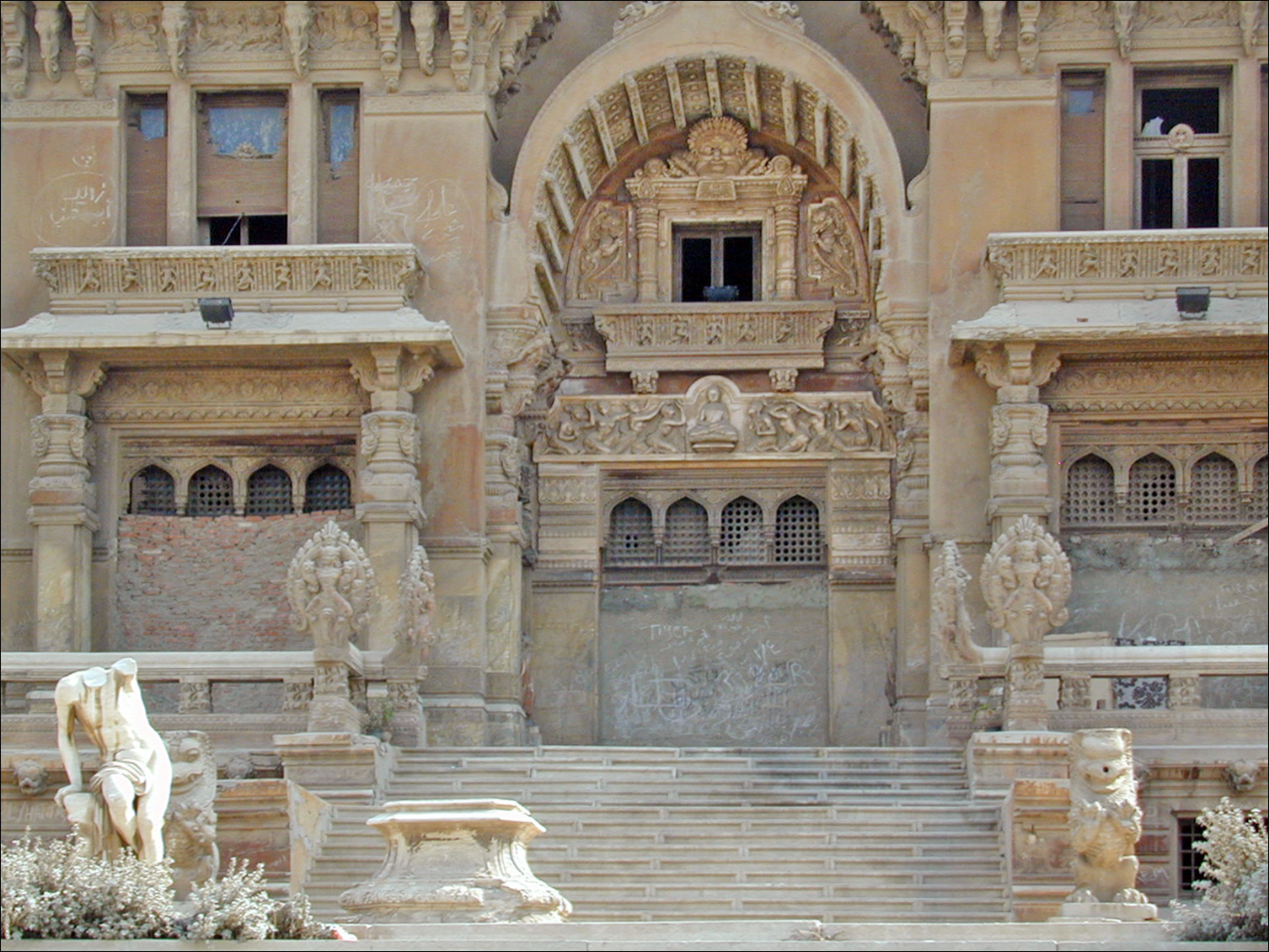
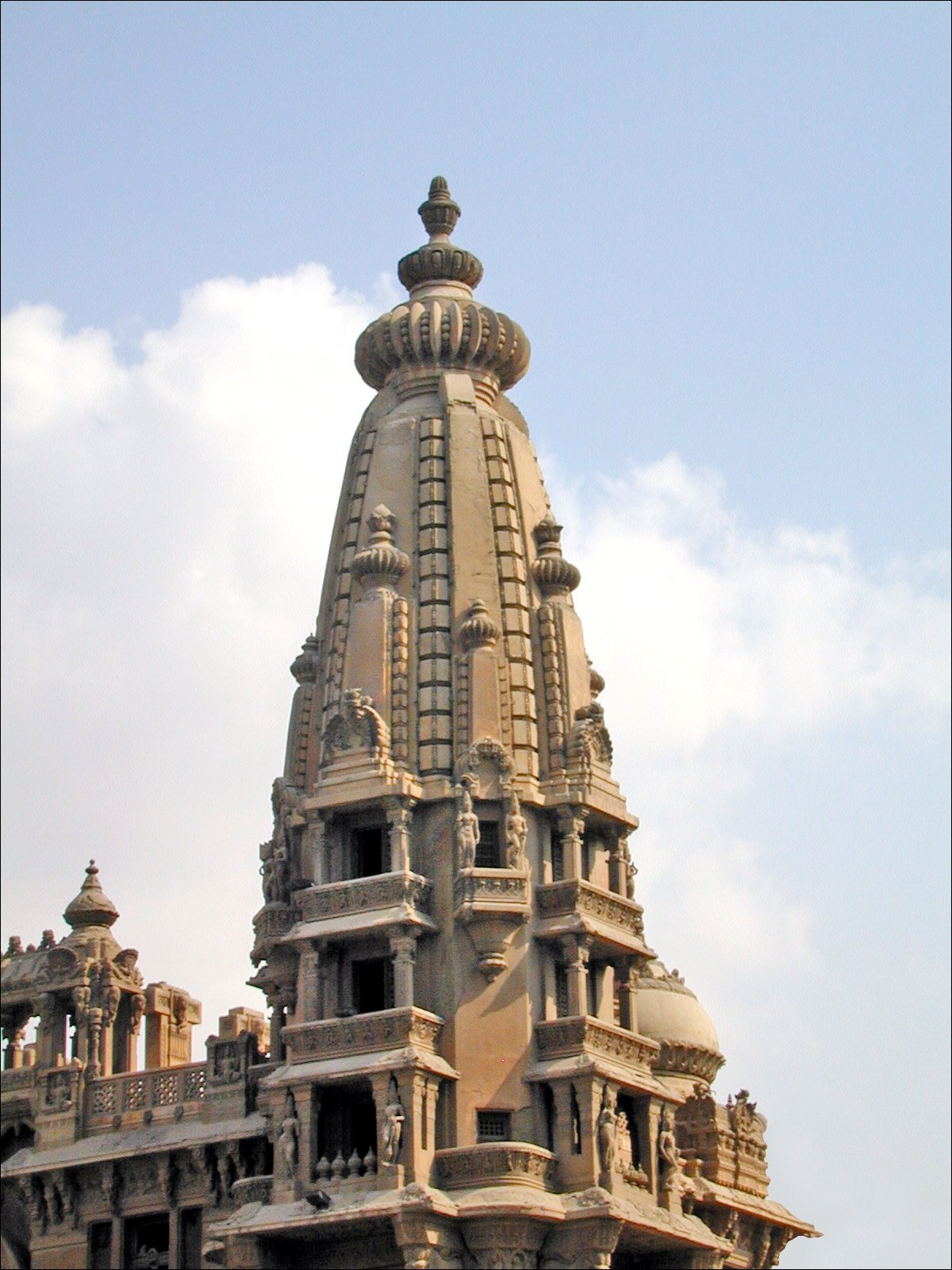
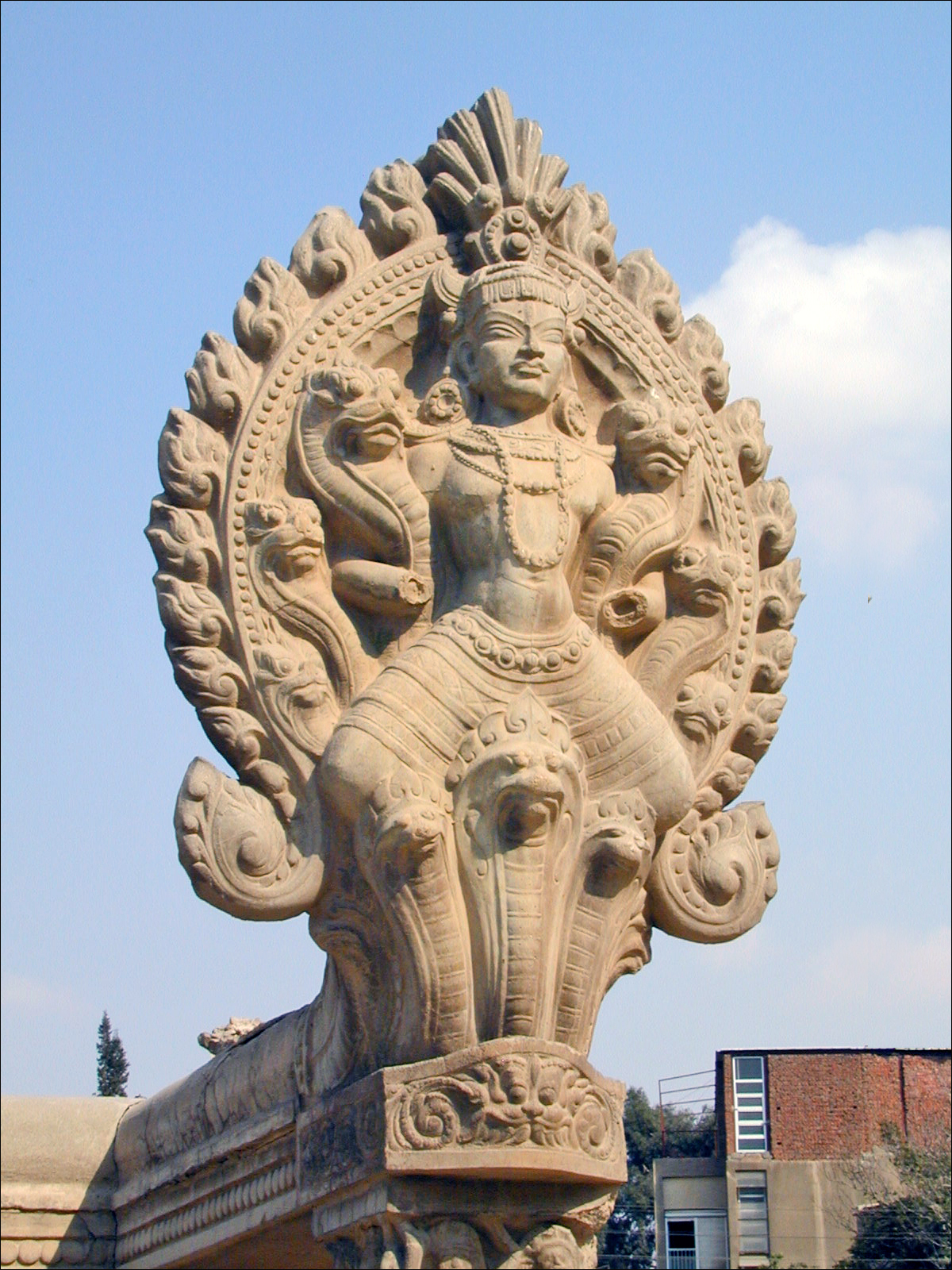
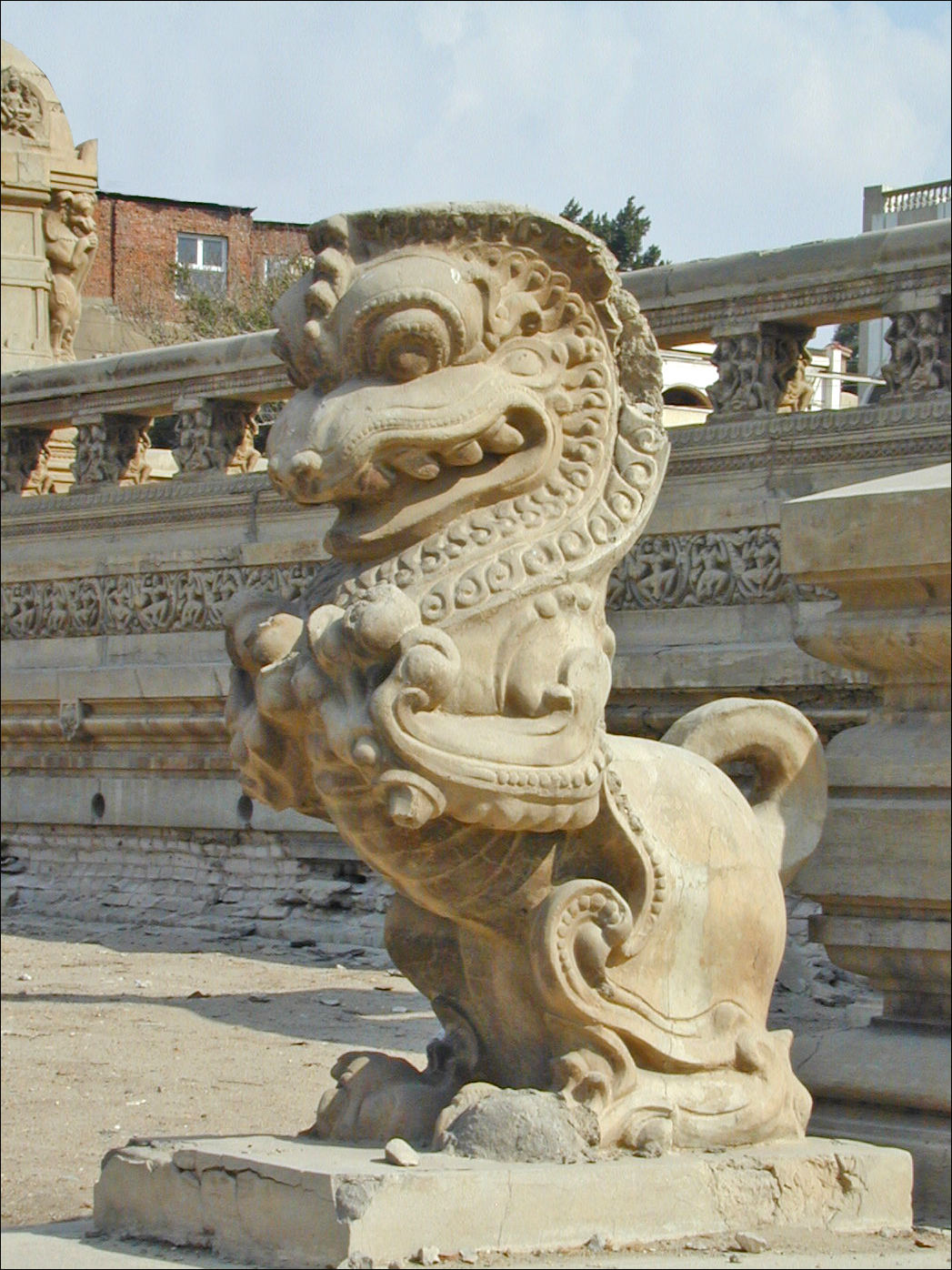